# Element absorbent
En àlgebra, un element absorbent és un tipus especial d'element d'un conjunt respecte d'una operació binària definida en el mateix.
El resultat de combinar un element absorbent amb qualsevol altre element del conjunt, és el mateix element absorbent.
En teoria de semigrup l'element absorbent s'anomena element zero, perquè no hi ha risc de confusió amb altres nocions de zero. En aquest article les dues nocions són sinònims. Un element absorbent pot ser anomenat element anihilador.

## Definició
Formalment, sigui (S, ∘) un conjunt S amb una operació binària ∘ en ell (conegut com a magma). Un element zero és un element z tal que per qualsevol s en S, z∘s=s∘z=z. En són un refinament les nocions de zero per l'esquerra, on hom requereix només que z∘s=z, i zero per la dreta, on s∘z=z.
Els elements absorbents són particularment interessants per als semigrups, especialment per al semigrup multiplicatiu d'un semianell. En el cas d'un semianell amb zero, la definició de l'element absorbent es relaxa, de manera que no sigui requerit 0 com a absorbent; altrament 0 seria l'únic element absorbent.

## Propietats
- Si un magma té, ensems, un zero per l'esquerra {\displaystyle z} i un zero per la dreta {\displaystyle z'}, llavors té un zero, doncs {\displaystyle z=z\times z'=z'}.
- Si un magma té un element zero, llavors l'element zero és únic.

## Exemples
- El zero és l'element absorbent del producte en els enters.
- El conjunt buit és l'element absorbent de la intersecció de subconjunts.
- El conjunt universal és l'element absorbent de la unió de subconjunts.